# Vympel R-23
Vympel R-23 (tên ký hiệu của NATO AA-7 Apex) là một tên lửa không đối không tầm trung được Liên Xô phát triển cho máy bay chiến đấu. Một phiên bản nâng cấp với tầm bắn lớn là R-24 sau đó được đưa vào phục vụ. Nó có thể so sánh được với AIM-7 Sparrow của Mỹ, cả hai đều thể hiện tốt trong vai trò nhiệm vụ của mình.

## Phát triển
Công việc thiết kế một loại tên lửa mới cho MiG-23 bắt đầu vào giữa những năm 1960, dưới sự điều khiển trực tiếp trưởng nhóm thiết kế là V.A. Pustyakov. Được biết đến với tên gọi K-23 trong suốt quá trình thiết kế, loại vũ khí mới có mục đích chống lại máy bay ném bom tầm xa, với khả năng "snap-up" tấn công bất ngờ mục tiêu trên độ cao lớn. Nó là loại tên lửa đầu tiên có ý định sử dụng cả hai hệ thống dẫn đường là radar bán chủ động SARH và tia hồng ngoại IR, nhưng thực tế đã chứng minh là không thể thực hiện được, và người ta đã tách rời SARH và IR (Izdeliye (sản phẩm) 340 và 360) để phát triển thay thế. Cuộc thử nghiệm bắn tên lửa diễn ra vào năm 1967, dù đầu dò tìm của tên lửa SARH tỏ ra khó điều khiển.
Vào năm 1968, Liên Xô thu được một quả tên lửa AIM-7M và một đội của Vympel đã bắt đầu thiết kế một loại tên lửa khác giống hệt AIM-7 với tên gọi K-25. Một sự so sánh đã được thực hiện giữa K-23 và K-25. K-25 kết thúc vào năm 1971. Tuy nhiên, một vài nét nổi bật của Sparrow sau này đã được sử dụng trong việc thiết kế Vympel R-27.
Loại tên lửa với tên gọi R-23, bắt đầu phục vụ vào tháng 1-1974, phiên bản SARH có tên gọi la R-23R, phiên bản IR là R-23T. Ở phương Tây họ biết đến với tên gọi AA-7A và AA-7B tương ứng từng phiên bản. Một phiên bản huấn luyện là R-23UT cũng được phát triển.
Cả hai phiên bản SARH và IR đều sử dụng động cơ và đầu nổ giống nhau, nó có bán kính nổ là 7.92 m (26 ft). Nó có 4 cánh tam giác được xếp như chữ thập ở đằng sau điểm giữa thân, và những cánh tam giác nhỏ điều khiển ở phía sau cánh chính. Một cụm nhỏ có hình tam giác ở bề mặt ở gần mũi (mục đích của nó không rõ ràng). Sự khác nhau bề ngoài suy nhất giữa 2 phiên bản là hình nón mũi, đây là chỗ đặt hệ thống tìm kiếm dẫn đường SARH, và nó ngắn hơn 30 cm so với phiên bản IR.

Tầm bắn cực đại hiệu quả cho R-23R là khoảng 14 km (8.8 mi) tại độ cao thấp và 25 km 15.6 mi) trên độ cao lớn. Tầm bắn của R-23T là khoảng 11 km (6.9 mi), bị giới hạn bởi phạm vi tầm nhìn của hệ thống dẫn đường tìm kiếm, không phải do motor.
Một số lượng lớn R-23 đã được sản xuất, trong đó Molniya (OKB-4) cũng chế tạo như Vympel (OKB-134). R-23 đã được cấp giấy phép chế tạo tại România với tên gọi A-911.
Vào năm 1975, một phiên bản cải tiến của R-23 được phát triển để sử dụng trên MiG-23ML/MLD. Phiên bản SAHR R-24R có thể khóa mục tiêu sau khi phóng và tầm bắn được mở rộng (tăng lên 50 km) và độ cao đạt được cũng được nâng lên (25.000 m/82.000 ft), trong khi phiên bản IR R-24T có một thiết bị tìm kiếm hết sức nhạy cảm. Cả hai phiên bản có động cơ motor lớn, một đầu nổ lớn. Chúng được chính thức biết đến với tên gọi Izdeliye (sản phẩm) 140 và 160 ở Liên Xô, AA-7C và AA-7D ở phương Tây.
R-24 hoạt động với số lượng giới hạn khi MiG-23 về hưu vào năm 1997.

## Thành tích
Thành tích trong chiến đấu của R-23/24 hầu hết được diễn ra tại thung lũng Beqaa tháng 6-1982, trong suốt cuộc chiến tranh Liban năm 1982. Một vài thông tin từ phía Nga được mọi người xác nhận:

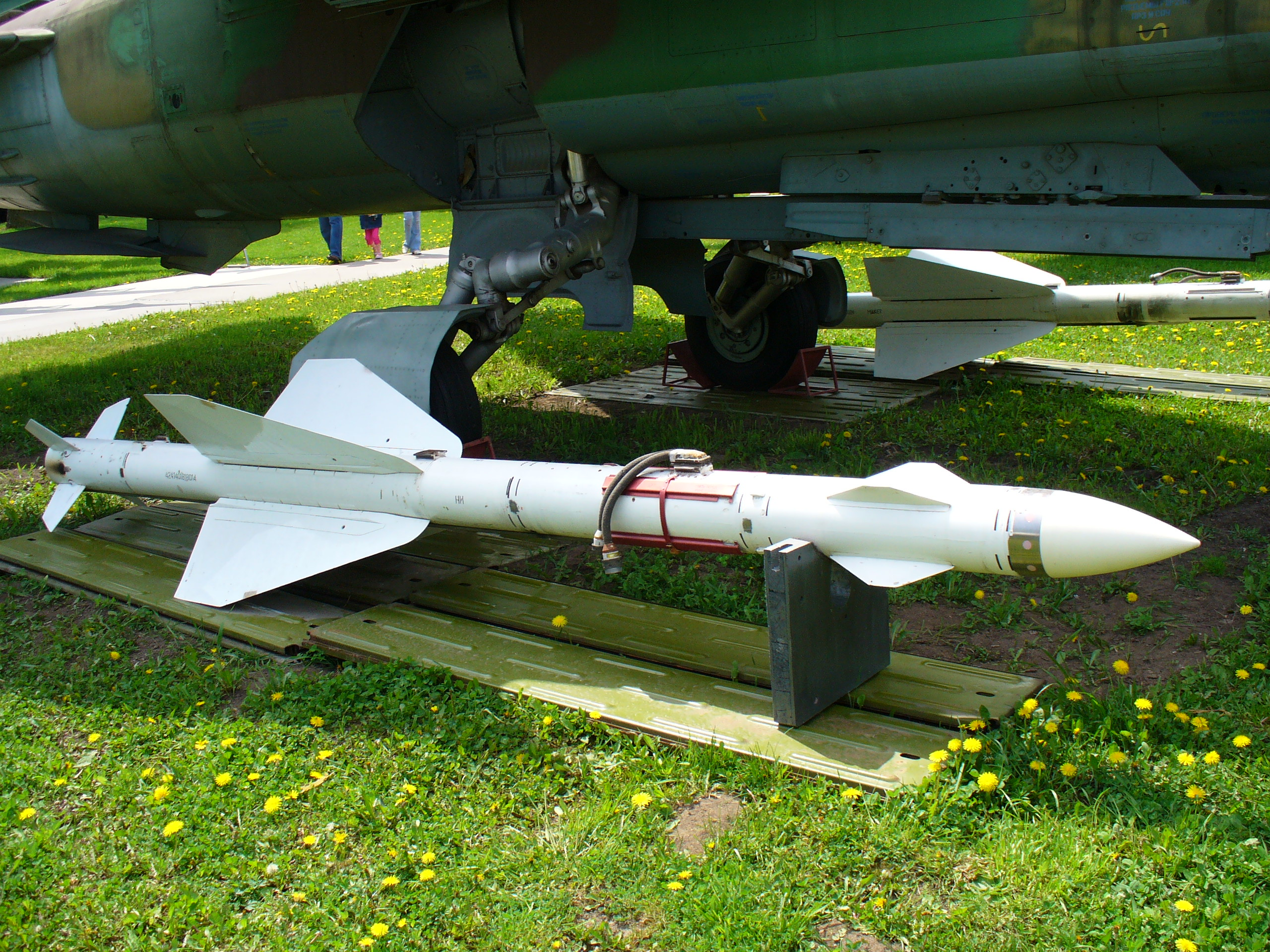
R-23

Vào 6 tháng 6-1982, một chiếc MiG-23 đã bắn hạ một chiếc BQM-34 UAV của Israel bằng một tên lửa R-23. 7 tháng 6-1982, 3 chiếc MiG-23MF (phi công Khallyak, Said, Merza) tấn công một toán F-16. Phi đội trưởng Merza đã phát hiện những chiếc F-16 từ khoảng cách 23 km và bắn hạ 2 chiếc F-16 với tên lửa R-23/AA-7 Apex (một từ khoảng cách 9 km, một trong khoảng 7 hoặc 8 km); tuy nhiên, bản thân anh ta cũng bị bắn hạ. Vào 8 tháng 6-1982, 2 chiếc MiG-23MF lại gặp một toán F-16. Thiếu tá Tokhau đã hạ một chiếc F-16 từ 20 km, anh ta cũng bắn hạ một chiếc cách 7 km bằng tên lửa R-23; tuy nhiên, anh ta cũng bị bắn hạ bởi một tên lửa AIM-9 Sidewinder từ một chiếc F-16. 9 tháng 6-1982, 2 chiếc MiG-23MF (phi công là Dib và Said) tấn công một nhóm F-16. Dib bắt hạ một chiếc F-16 từ xa 6 hay 7 km với một quả R-23, nhưng anh ta cũng bị bắn hạ, cũng bằng một quả AIM-9 "Sidewinder".
R-23/24 còn được sử dụng ở Angola vào cuối những năm 1980, MiG-23MF Không quân Cuba đã bắn một số tên lửa R-23 tấn công những chiếc Dassault Mirage F1 của Nam Phi, họ đã bắn hạ ít nhất 2 chiếc và không chịu một sự tổn thất nào.
Rất nhiều R-23 được sử dụng trong chiến tranh giữa Iran và Iraq, khi MiG-23 của Iraq bắn những chiếc F-4D/E và F-5E của Iran.

## Thông số kỹ thuật
- Chiều dài: (R-23R, R-24R) 4.5 m (14 ft 9 in); (R-23T, R-24T) 4.2 m (13 ft 9 in).
- Sải cánh: 1 m (3 ft 5 in).
- Đường kính: 223 mm (8.8 in).
- Trọng lượng: (R-23R, R-24R) 222 kg (489 lb), 243 kg (536 lb); (R-23T, R-24T) 215 kg (474 lb), 235 kg (518 lb).
- Vận tốc: Mach 3.
- Tầm bay: (R-23R) 35 km (22 mi); (R-24R) 50 km (31 mi); (R-23T, R-24T) 15 km (9.4 mi).
- Hệ thống dẫn đường: (R-23R, R-24R) SARH; (R-23T, R-24T), IR.
- Đầu nổ: thuốc nổ mạnh nổ không tiếp xúc, 25 kg (55 lb) (R-23) hoặc 35 kg (77 lb) (R-24).